# View from the House
View from the House è l'undicesimo album discografico in studio della cantante Kim Carnes, pubblicato nel 1988.

## Tracce
1. Brass & Batons – 5:19 (Kim Carnes, Donna Weiss)
2. Just to Spend Tonight with You – 4:48 (Carnes, Weiss)
3. Heartbreak Radio – 3:16 (Troy Seals, Frankie Miller)
4. Crazy in Love – 3:52 (Even Stevens, Randy McCormick)
5. If You Don't Want My Love – 3:15 (John Prine, Phil Spector)
6. Willie and the Hand Jive – 4:05 (Johnny Otis)
7. Speed of the Sound of Loneliness – 3:26 (Prine)
8. Blood from the Bandit – 3:17 (Carnes, Weiss)
9. Fantastic Fire of Love – 4:12 (Carnes)
10. Crimes of the Heart – 3:07 (Carnes, Weiss)